# Comuna Vara
Vara (Vara kommun) este o comună din comitatul Västra Götalands län, Suedia, cu o populație de 15.609 locuitori (2013).

## Geografie

### Zone urbane
Lista celor mai mari zone urbane din comună (anul 2015) conform Biroului Central de Statistică al Suediei:
| Nr | Zona urbană  | Pop.  |
| -- | ------------ | ----- |
| 1  | Vara         | 4.052 |
| 2  | Kvänum       | 1.278 |
| 3  | Vedum        | 960   |
| 4  | Stora Levene | 809   |
| 5  | Arentorp     | 464   |
| 6  | Tråvad       | 451   |
| 7  | Jung         | 384   |
| 8  | Emtunga      | 284   |
| 9  | Larv         | 231   |

## Demografie
| \| Evoluția demografică în comuna Vara, 1970–2015 \| Evoluția demografică în comuna Vara, 1970–2015 \| Evoluția demografică în comuna Vara, 1970–2015 \| Evoluția demografică în comuna Vara, 1970–2015 \| Evoluția demografică în comuna Vara, 1970–2015 \| \| ----------------------------------------------------------------------------------------------------- \| ---------------------------------------------- \| ---------------------------------------------- \| ---------------------------------------------- \| ---------------------------------------------- \| \| An \| \| \| Locuitori \| \| \| 1970 \| 1970 \| \| 17101 \| 17101 \| \| 1975 \| 1975 \| \| 16717 \| 16717 \| \| 1980 \| 1980 \| \| 16932 \| 16932 \| \| 1985 \| 1985 \| \| 16787 \| 16787 \| \| 1990 \| 1990 \| \| 16997 \| 16997 \| \| 1995 \| 1995 \| \| 16844 \| 16844 \| \| 2000 \| 2000 \| \| 16044 \| 16044 \| \| 2005 \| 2005 \| \| 16008 \| 16008 \| \| 2010 \| 2010 \| \| 15762 \| 15762 \| \| 2015 \| 2015 \| \| 15662 \| 15662 \| \| Sursa: SCB - Statistika Centralbyrån, Folkmängd efter region, civilstånd, ålder och kön. År 1968–2016 \| \| \| \| \| |      |  |           |       |
| Evoluția demografică în comuna Vara, 1970–2015 |      |  |           |       |
| An |      |  | Locuitori |       |
| 1970 | 1970 |  | 17101     | 17101 |
| 1975 | 1975 |  | 16717     | 16717 |
| 1980 | 1980 |  | 16932     | 16932 |
| 1985 | 1985 |  | 16787     | 16787 |
| 1990 | 1990 |  | 16997     | 16997 |
| 1995 | 1995 |  | 16844     | 16844 |
| 2000 | 2000 |  | 16044     | 16044 |
| 2005 | 2005 |  | 16008     | 16008 |
| 2010 | 2010 |  | 15762     | 15762 |
| 2015 | 2015 |  | 15662     | 15662 |
| Sursa: SCB - Statistika Centralbyrån, Folkmängd efter region, civilstånd, ålder och kön. År 1968–2016 |      |  |           |       |